# Sven Rothenberger
Sven Rothenberger, född den 1 juni 1966 i Frankfurt am Main i Tyskland, är en nederländsk ryttare.
Han tog OS-silver i lagtävlingen i dressyr i samband med de olympiska ridsporttävlingarna 1996 i Atlanta.